# Перепись Кинтанильи
Перепись Кинтанильи или перепись 1482 года — первая перепись населения Испании, о которой имеются письменные свидетельства. Проведена Алонсо де Кинтанилья, главным финансистом католических монархов. В действительности эту перепись никто не видел и все, что о ней известно, — это то, что содержится в четырехстраничном документе, сохранившемся в архиве Симанкаса, так называемой «Записке Кинтанильи», написанной его собственным почерком и без даты, но вероятно написанном в 1493 году, после взятия Гранады.
В документе содержатся рекомендации о потребностях городов в оружии и его поставках для формирования постоянной армии. Кинтанилья утверждал, что сам произвел подсчет населения Кастилии, Леона, Толедо, Мурсии и Андалусии, за исключением Гранады. Томас Гонсалес оценил число жителей Короны Кастилии в 1482 году в 7,5 миллионов человек, к которым 400 000 жителей Королевства должны были бы добавиться из Гранады. Однако цифра, предоставленная Кинтанильей, явно завышена, учитывая последующий подсчет 1541 года, когда население оценивалось в сто шестьдесят девять тысяч.